# ويليام بينيت
ويليام بينيت (بالإنجليزية: William Bennett)‏ (25 نوفمبر 1807 - 20 فبراير 1886) هو لاعب كريكت بريطاني (وحمل سابقاً جنسية المملكة المتحدة لبريطانيا العظمى وأيرلندا).

## وصلات خارجية
- ويليام بينيت على موقع إي آس بي آن كريك إنفو (الإنجليزية)